# Diócesis de Baguió
La diócesis de Baguió (en latín: Dioecesis Baghiopolitana, en inglés: Roman Catholic Diocese of Baguio y en ilocano: Diocesis ti Baguio) es una circunscripción eclesiástica de la Iglesia católica en Filipinas. Se trata de una diócesis latina, sufragánea de la arquidiócesis de Nueva Segovia. Desde el 20 de junio de 2024 su obispo es Rafael Tambao-an Cruz.

## Territorio y organización
La diócesis tiene 2655 km² y extiende su jurisdicción sobre los fieles católicos de rito latino residentes en la provincia de Benguet en la región administrativa de La Cordillera.
La sede de la diócesis se encuentra en la ciudad de Baguió, en donde se halla la Catedral de Nuestra Señora de la Expiación.
En 2020 en la diócesis existían 31 parroquias.

## Historia
La prefectura apostólica de Provincias de la Montaña fue erigida el 15 de julio de 1932 con el decreto Quo facilius de la Sagrada Congregación Consistorial, obteniendo el territorio de la diócesis de Nueva Segovia (hoy arquidiócesis).
El 10 de junio de 1948 con la bula Quo inter infideles del papa Pío XII, la prefectura apostólica fue elevada a vicariato apostólico y asumió el nombre de vicariato apostólico de las Provincias de la Montaña o Montañosa.
El 6 de julio de 1992 cedió partes de su territorio para la erección por el papa Juan Pablo II de los vicariatos apostólicos de Bóntoc-Lagawe, mediante la bula Ad aptius in Insulis, y Tabuk, mediante la bula Philippinarum Insularum, y al mismo tiempo asumió el nombre de vicariato apostólico de Baguió.
El 24 de junio de 2004 el vicariato apostólico fue elevado a diócesis con la bula Diligenter adlaborare del papa Juan Pablo II.

## Estadísticas
Según el Anuario Pontificio 2021 la diócesis tenía a fines de 2020 un total de 578 500 fieles bautizados.
| Año                                                                             | Población            | Población | Población      | Sacerdotes | Sacerdotes    | Sacerdotes    | Bautizados por sacerdote | Diáconos permanentes | Religiosos | Religiosos | Parroquias |
| Año                                                                             | Bautizados católicos | Total     | % de católicos | Total      | Clero secular | Clero regular | Bautizados por sacerdote | Diáconos permanentes | Varones    | Mujeres    | Parroquias |
| ------------------------------------------------------------------------------- | -------------------- | --------- | -------------- | ---------- | ------------- | ------------- | ------------------------ | -------------------- | ---------- | ---------- | ---------- |
| 1950                                                                            | 99 229               | 290 687   | 34.1           | 52         | 1             | 51            | 1908                     |                      | 9          | 177        | 26         |
| 1970                                                                            | 289 400              | 512 600   | 56.5           | 80         | 1             | 79            | 3617                     |                      | 81         | 319        |            |
| 1980                                                                            | 438 000              | 749 865   | 58.4           | 95         | 28            | 67            | 4610                     |                      | 220        | 297        |            |
| 1990                                                                            | 545 758              | 930 510   | 58.7           | 82         | 35            | 47            | 6655                     |                      | 141        | 286        | 46         |
| 1999                                                                            | 509 766              | 778 897   | 65.4           | 63         | 30            | 33            | 8091                     |                      | 153        | 222        | 21         |
| 2000                                                                            | 517 739              | 789 454   | 65.6           | 61         | 34            | 27            | 8487                     |                      | 133        | 258        | 22         |
| 2001                                                                            | 349 581              | 582 515   | 60.0           | 57         | 35            | 22            | 6133                     |                      | 84         | 267        | 22         |
| 2002                                                                            | 387 342              | 595 912   | 65.0           | 56         | 36            | 20            | 6916                     |                      | 147        | 98         | 22         |
| 2003                                                                            | 385 627              | 582 515   | 66.2           | 41         | 38            | 3             | 9405                     |                      | 47         | 103        | 23         |
| 2004                                                                            | 398 810              | 594 704   | 67.1           | 43         | 39            | 4             | 9274                     |                      | 105        | 105        | 24         |
| 2006                                                                            | 416 000              | 621 000   | 67.0           | 40         | 33            | 7             | 10 400                   |                      | 107        | 45         | 26         |
| 2012                                                                            | 509 242              | 701 000   | 72.6           | 69         | 42            | 27            | 7380                     |                      | 117        | 147        | 26         |
| 2015                                                                            | 537 000              | 740 000   | 72.6           | 84         | 41            | 43            | 6392                     |                      | 170        | 146        | 29         |
| 2018                                                                            | 563 890              | 776 640   | 72.6           | 79         | 44            | 35            | 7137                     |                      | 129        | 193        | 30         |
| 2020                                                                            | 578 500              | 796 760   | 72.6           | 72         | 46            | 26            | 8034                     |                      | 90         | 146        | 31         |
| Fuente: Catholic-Hierarchy, que a su vez toma los datos del Anuario Pontificio. |                      |           |                |            |               |               |                          |                      |            |            |            |

## Episcopologio
- Jozef Billiet, C.I.C.M. † (15 de noviembre de 1935-1947 renunció)
- William Brasseur, C.I.C.M. † (10 de junio de 1948-7 de noviembre de 1981 retirado)
- Emiliano Kulhi Madangeng † (7 de noviembre de 1981 por sucesión-18 de diciembre de 1987 renunció)
- Ernesto Antolin Salgado (18 de diciembre de 1987 por sucesión-7 de diciembre de 2000 nombrado obispo de Laoag)
- Carlito Joaquin Cenzon, C.I.C.M. † (25 de enero de 2002-1 de octubre de 2016 retirado)
- Victor Barnuevo Bendico, (1 de octubre de 2016-3 de marzo de 2023, nombrado arzobispo de Capiz)
- Rafael Tambao-an Cruz, desde el 20 de junio de 2024